# Capilla de San Hipólito (Delft)
La capilla de San Hipólito (en neerlandés: Sint-Hippolytuskapel) es una capilla en la ciudad vieja de Delft. Es uno de los edificios más antiguos de la ciudad y en 1967 fue designado como Rijksmonument.
La iglesia fue construida alrededor del año 1400 en estilo gótico y se encuentra en el lado este del Oude Hábil. Hasta la Reforma protestante, el Oude Kerk estuvo consagrado a San Hipólito; el nombre de la capilla proviene del barrio de la ciudad. En el momento de su fundación formaba parte  del monasterio femenino ya existente.
Desde 1924 y hasta la construcción del campus nuevo de la Universidad Técnica de Delft, las ceremonias de doctorado de la universidad se celebraban en la capilla. En 1972 fue transferida a la Iglesia católica y es usada para servicios religiosos.